# Lago Chebarkul
O lago Chebarkul (em russo:  озеро Чебаркуль) é um lago situado no Oblast de Cheliabinsk, Rússia.
Com uma área superficial de 19,8 km², congela em novembro, permanecendo dominado por gelo até maio.

## Meteorito de Cheliabinsk
No dia 15 de fevereiro de 2013, um grande fragmento do meteorito do evento meteorológico de Cheliabinsk golpeou a superfície gelada do lago, deixando um buraco circular no gelo com cerca de 6 metros de diâmetro.